# Kaspar Georg Karl Reinwardt
Kaspar Georg Karl Reinwardt, född den 5 juni 1773 i Lüttringhausen, död den 6 mars 1854 i Leiden, var en tysk botaniker.
Reinwardt var professor och föreståndare för botaniska trädgården i Leiden. Han företog resor i Nederländska Ostindien.
Auktorsnamnet Reinw. kan användas för Kaspar Georg Karl Reinwardt i samband med ett vetenskapligt namn inom botaniken; se Wikipediaartiklar som länkar till auktorsnamnet.